# آب‌انبار روستای زین‌آباد
آب‌انبار روستای زین‌آباد مربوط به دوره قاجار است و در شهرستان تفت، روستای زین‌آباد واقع شده و این اثر در تاریخ ۱۰ خرداد ۱۳۸۲ با شمارهٔ ثبت ۹۱۱۳ به‌عنوان یکی از آثار ملی ایران به ثبت رسیده است.